# 12579 Чева
12579 Чева (12579 Ceva) — астероїд головного поясу, відкритий 5 вересня 1999 року.
Тіссеранів параметр щодо Юпітера — 3,202.